# Asterix
Az Asterix egy francia képregénysorozat, amelyben a címszereplő, Asterix és barátai képzeletbeli ókori kalandjairól olvashatunk. A képregény írója René Goscinny, rajzolója Albert Uderzo. A főhős neve a francia eredetiben: Astérix. A név az astérisque szóból származik, ami a „*” (=csillag) karaktert jelöli a francia nyelvben.
Az első képregény 1959. október 29-én jelent meg, és folytatásokban 34 történet látott napvilágot. Goscinny 1977-es halála után Uderzo egymaga írta és rajzolta is a képregényeket. 2013 óta Didier Conrad rajzolja, 2013–2023 között Jean-Yves Ferri, 2023 óta Fabcaro írja a történeteket.  
Több képregényból rajzfilm, majd később film is készült.

## Történet
Julius Caesar i. e. 50-ben meghódította Galliát, kivéve egy bretagne-i falut, melynek lakói a Panoramix druida által készített, egy kis időre emberfeletti erőt adó varázsital segítségével tudnak ellenállni a hódítóknak. A falut négy légiós helyőrség veszi körül. A francia változat szerint: Aqvarium, Babaorum, Bacterium és Petibonum. A tapasztalt legionáriusok azonban sosem támadják meg a gall falut, mert ismerik a gallok erejét. Az újoncok többnyire megpróbálják Róma törvényeit érvényesíteni, de csalódniuk kell.
A címszereplő, Asterix és legjobb barátja, Obelix különféle küldetésekre indulnak az ókori világban. Asterixék többször eljutnak Lutetiába, a mai Párizsba, és Rómába is. A világot is bejárják, kalandjaik során a Brit-szigetekre, Észak-Európába, Észak-Afrikába, Egyiptomba, Észak-Amerikába is eljutnak. A küldetések során számtalan veszélyes, de még több vicces kaland esik meg velük, hogy aztán végül együtt ünnepeljék a gall falu többi lakóival egy lakomán a küldetés sikerét.
A tengeren hajózva majdnem minden részben találkoznak ugyanazokkal a kalózokkal, akiknek hajóját mindig elsüllyesztik, hacsak nem maguk a kalózok süllyesztik el saját magukat.
A gallok a történetben olyanok, mint a franciák: bátrak, szeretik a szabadságot, néha meggondolatlanok és veszekedősek, de nagyon szeretik a barátaikat; ami csak él és mozog, azt a mai szem és fül számára nem túl illedelmesen megeszik.

## Megjelenés
Az Asterix-történetek megírása előtt a szerzőpárosnak már volt egy sikeres képregénye, a Tintinben megjelent Oumpah-Pah. Az első Asterix történet a Pilote magazinban jelent meg folytatásokban 1959. október 29-től 1961-ig, amikor kiadták az első albumot Asterix, a gall címmel. Ezután nagyjából évente jelentek meg új epizódok egyre növekvő sikerrel. Az első könyvből 6000, a másodikból 20.000, a harmadikból 40.000, a negyedikből 150.000, az ötödikből 300.000, a kilencedikből már 1,2 millió példány kelt el.
Uderzo első vázlataiban Asterixet nagy és erős, hagyományos gall harcosként ábrázolta. De Goscinny máshogy képzelte el alakját, szerinte Asterix egy okos, ravasz harcos, aki inkább az eszével tűnik ki, mint fizikai erejével. Viszont Uderzo úgy gondolta, hogy így szükség van egy erős, de kevésbé okos társra, így született meg Obelix alakja.
Goscinny 1977-es halála után a rajongók kérésére Uderzo egyedül folytatta a sorozatot kevésbé gyakori megjelenés mellett. Sok kritikus és olvasó szerint ezek a kötetek kevésbé voltak élvezetesek. Uderzo megalapította saját kiadóját, az Éditions Albert Renét, amely az általa írt és rajzolt történetek kiadója lett. Viszont a Goscinny által írt első 24 rész jogaival eredeti kiadójuk, Dargad rendelkezett. 1990-ben a Goscinny és Uderzo család beperelte Dargaudot, hogy megszerezzék a kiadás jogát. 1998-ban megnyerték a pert, és a jogokat eladták a Hachette kiadónak.
2008-ban Uderzo eladta minden részesedését a Hachette kiadónak. Néhány hónappal később az asszisztenseként dolgozó három rajzolót nevezte ki a sorozat folytatására. 2011-ben új epizód megjelenését jelentette be, melynek írója Jean-Yves Ferri, rajzolója Frédérik Mébarki. 2012-ben Mébarki visszalépett az illusztrálástól, helyét Didier Conrad vette át. Az új szerzők 2022-ig 5 új részt alkottak meg.

## Az eddig megjelent képregények

### Goscinny és Uderzo
1. Asterix, a gall
2. Az aranysarló
3. Asterix és a gótok
4. Asterix, a gladiátor
5. Asterix galliai körutazása
6. Asterix és Kleopátra
7. A főnökviadal
8. Asterix Britanniában
9. Asterix és a normannok
10. Asterix a római légióban
11. Asterix és a hősök pajzsa
12. Asterix az olimpián
13. Asterix és a rézkondér
14. Asterix Hispániában
15. A perpatvar
16. Asterix a helvéteknél
17. Az istenek otthona
18. Caesar babérkoszorúja
19. A látnok
20. Asterix Korzikán
21. Caesar ajándéka
22. A nagy átkelés
23. Obelix és társa
24. Asterix és a belgák
32. Vissza az iskolába
34. Asterix és Obelix születésnapja

### Uderzo
25. A megosztott falu
26. Asterix Odüsszeiája
27. Asterix fia
28. Asterix és a varázsszőnyeg
29. Rózsa és kard
30. Obelix gályázik
31. Asterix és Latraviata
33. Fejére szakad az ég

### Ferri és Conrad
35. Asterix és a piktek
36. Az eltűnt papirusz
37. Asterix és az itáliai futam
38. Vercingetorix lánya
39. Asterix és a Griff
40. L'Iris blanc

## Szereplők

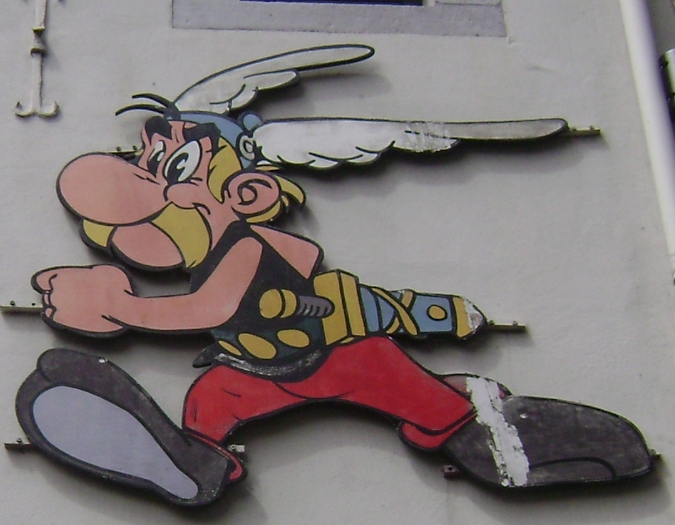
Asterix alakja egy épületen

A gall szereplők nevei legtöbbször -ix végződésűek, hasonlóan az ókori gall nevekhez. A nevek sok esetben szójátékból erednek. A listán a jelenleg kapható kiadásokban szereplő nevek láthatóak.
- Asterix: a címszereplő, aki minden kaland főhőse. Kis termete ellenére igen bátor és erős harcos. Magányosan él kunyhójában, felesége nincs. Asterix bölcs is: a látnok érkezésekor például ő az egyetlen, akinek azonnal szemet szúr a csalás. Nevét az astèrisque (csillagocska) szóból alkották a szerzők.
- Obelix: a főhős elválaszthatatlan barátja. Nagy termetű, igazi óriás. Ereje pedig hatalmas, mivel kisgyerek korában beleesett a varázsitalos kondérba, így a hatása nála sohasem múlik el. Nagyon szeret enni, kedvenc étele a sült vadkan. Igen érzékeny arra, ha valaki daginak, kövérnek, meláknak stb. nevezi. Kissé együgyű, de szíve arany. Mindenkit, aki nem gall, dilisnek titulál. Felesége nincs, munkája menhirkészítő kisiparos. Nevét az obeliszk francia nevéből, az obèlisque szóból alkották a szerzők.
- Ideafix: Obelix apró termetű, de igen eszes kutyája. A kalandok elején Asterix mindig nyomatékosan felszólítja Obelixet, hogy a kutyát hagyja otthon, de ő legtöbbször megpróbálja magával csempészni. Ideafix a kalandok során nem egyszer pótolhatatlan szolgálatot tett, amit Obelix általában csonttal szokott megjutalmazni. Ő a világ első környezetvédő kutyája, aki kétségbeesetten vonyít, ha kivágott fát lát. Az istenek otthona című epizódban annyira sokkolja egy kitépett fa látványa, hogy elájul.
- Panoramix: a falu druidája, aki ismeri a varázsitalok készítésének titkait. Ha valaki az erőnövelő varázsitalából iszik, az ereje egy jó időre megsokszorozódik. A varázsital hatása azonban csak egyvalakinél nem múlik el: Obelixnél, aki kisgyerek korában beleesett a varázsitalos kondérba. Ő ezért soha nem kaphat a főzetből, ennek ellenére mindig próbálkozik. Panoramix sok varázsital receptjét ismeri, amiket csak a druidák (varázslók) ismerhetnek. Varázsitalai közül legismertebb az erőnövelő varázsital, aminek révén a kis gall falu lakói mindig legyőzik a rómaiakat és más ellenségeket.
- Hasarengazfix: a gall falu főnöke; kissé hiú és korlátolt, de végül Asterix és Obelix hatására mindig helyesen cselekszik. Szeret dicsekedni rokonairól. Főnöki kiváltsága, hogy emberei egy pajzson hordozzák, ám ő erről a pajzsról rendszeresen leesik. Felesége, Satrafina rendkívül becsvágyó, örökké elégedetlen asszony.
- Hangianix, Hangjanix: a falu dalnoka (bárdja), énekhang és zenei tehetség híján. Dalait senki nem tudja végighallgatni, a történetek végén – néhány kivételtől eltekintve – általában megkötözik a falusiak és betömik a száját, hogy ne tudjon énekelni. Elképesztő énekhangja azonban sokszor jól jön a falunak, például a vikingek ellen, akik így ismerik meg a félelmet, vagy akkor, amikor az oroszlánok elé vetik.
- Analfabetix: a falu egyik halárusa. Kizárólag ellenőrzött minőségű, lutéciai halat árul, a tengerből kifogott friss halakról hallani sem akar. Emiatt viszont az elárusítópult körül mindig rettenetes szag terjeng. A halak frissessége kapcsán sokszor alakul ki a pultja körül tettlegességig fajuló vita, melynek résztvevői jellemzően a leginkább kézre eső eszközökkel, vagyis magukkal a halakkal ütlegelik a többi jelenlévőt.
- Sokadikix: a falu legöregebb férfija, akinek rendkívül csinos, fiatal felesége van. Az öreg emlékszik a régi nagy gall csatákra és hősökre, és mindig azokról mesél. Vén kora ellenére még mindig kiváló és bátor harcosnak láttatja magát, bár jellemzően csak a botjával fenyegetőzik.
- Félautomatix: a falu kovácsa. Valódi atlétatermet. A halárussal folytatott rivalizálásáról ismert. Mindegyik nézeteltérésük kiadós csetepatéval ér véget, amiből a falu egyetlen férfija sem maradhat ki. Sokszor megfenyegeti Hangianixet, a bárdot is.
- Julius Caesar: a rómaiak uralkodója, a gallok legfőbb ellenfele.
- Satrafina: a főnök Hasarengazfix felesége, sokszor panaszkodik a férje miatt és néha malackának nevezi, amit a főnök ki nem állhat. Ő az úr a háznál.

| A francia kiadásban szereplő név                                              | A magyar fordítás(ok)ban szereplő nev(ek)                                                 |
| ----------------------------------------------------------------------------- | ----------------------------------------------------------------------------------------- |
| Astérix                                                                       | Asterix                                                                                   |
| Obélix                                                                        | Obelix                                                                                    |
| Idefix                                                                        | Mirnixdirnix, Bokafix, Töpszlix, Kutyagumix, Kutyix, Ideafix, Dogmatix                    |
| Panoramix                                                                     | Magicoturmix, Csodapapix, Csodaturmix, Turmix, Getafix, Panoramix                         |
| Abraracourcix                                                                 | Hasarengazfix, Főfőnix, Hasalógazfix, Hasaljaszfix, Muszklifélix, Nagypocakfix, Bombastix |
| Assurancetourix                                                               | Hangianix, Hangjanix, Nyekergix, Kornyikálfix                                             |
| Ordralfabétix (az "ordre alphabétique"-ből ered, jelentése "ábécésorrendben") | Tutihogyix, Analfabetix, Halix                                                            |
| Agecanonix (az "âge canonique"-ból ered)                                      | Sokadikix, Tatix, Matuzsálemix, Rozogavénix, Nyavalyix                                    |
| Cétautomatix                                                                  | Vasökölix, Atomix, Félautomatix                                                           |

## Idézetek
- Összecsengnek dalunkban a sorvégek,

Leszünk mi még dánok is meg norvégek! (a vikingek dala)
- ...ennek örömére hadd játsszak el egy dalt... (Hangjanix)
Nyugtát! Adjon nyugtát, különben mivel dicsérem a napot?
Dilisek ezek a rómaiak!
Dilisek ezek a vikingek!
Dilisek ezek az egyiptomiak!
Dilisek ezek a britek!
Dilisek vagyunk mi, rómaiak!
(Viking főnök:) – Gallok, van kérdésetek?
(Obelix) – Van! Hogy készítitek a tejszínes vadkant?
(Viking főnök:) – Nos, a tejszínes vadkanhoz először elkészítjük a tejszínt, mintha eperhez volna, csak éppen eper helyett egy vadk… Odinra, ti szórakoztok velünk?!
Jönnek a vikingek! A házakat lemészárolják, a nőket felgyújtják! Annyian jönnek, mint derült égből a felleg! (Kisnyápix)
Lehet, hogy a helvét sok mindent elvét, de nem veti el soha a semlegesség elvét. (A svájciak jelszava)
Mi az a Pireusz, valami görög lókötő? Nem ló, kikötő, Athéné.
Itt kerek a hordók, éljen, aki brit, hadd igyak egy kortyot, a jó mindenit! (Obelix)
Mi nec vedelnis est (római legionárius)
Hogy feledje mily bús az antik élet, igyék Agri Colát, mely sírhantig éltet! (reklámfelirat a Colosseumban)
Van itt tat, van itt ész! (latinul: Vanitatum vanitas, a.m. "hiúságok hiúsága") – (Öreg légiós melldöngetése)

## Fordítások
Sok epizód több mint 100 nyelven és nyelvjárásban jelent meg. Az eredeti francia kiadáson kívül a legtöbb album elérhető angol, walesi, holland, német, dán, izlandi, norvég, svéd, finn, spanyol, katalán, baszk, galíciai, portugál, olasz, görög, magyar, lengyel, cseh, román, szlovén, bolgár, szerb, horvát, török, lett és észt nyelven.
Egyes epizódok megjelentek eszperantó, skót gael, ír, skót, indonéz, perzsa, mandarin, koreai, japán, bengáli, afrikánsz, arab, hindi, héber, fríz, rétoromán, vietnámi, szingaléz, ókori görög, and luxemburgi nyelven.

### Latin fordítás
A 34 klasszikus képregényből (Goscinny és Uderzo 26, csak Uderzo 8 db) 23-at latinra is lefordított az 1970-es években Rubricastellanus ("Vörösvári") álnéven Karl-Heinz Graf von Rothenburg (1934–2019) klasszika-filológus, pedagógus. A magas szintű klasszikus műveltséggel bíró, kevesek szórakoztatásán túl az antik kulturális utalásokat "élőben" közvetítő képregényeket a latin nyelv tanítására is használják (hasonlóan Lénard Sándor latin Micimackó-fordításához).
Az első rész (Asterix, a gall) latinul: Asterix gallus (composuit René Goscinny, pinxit Albert Uderzo, in Latinum convertit Rubricastellanus...).

### Magyar nyelvű kiadások
Magyar nyelven először 1975-ben Újvidéken (Novi Sad), Jugoszláviában a Forum Könyvkiadó gondozásában jelent meg a sorozat első darabja, amit 1988-ig további 24 füzet követett felváltva a Lucky Luke (akkor Talpraesett Tom, később Villám Vili) képregényekkel. Az Újvidéken kiadott részek fordítójaként Kopeczky Lászlót dicsérhetjük.
A magyarországi megjelenésre több, mint tíz évet kellett várni, míg 1979 októberében feltűnt Asterix az IPM Alfa folyóiratban, ahol havi folytatásokban összesen 15 Asterix történetet közöltek az újság 1990-es megszűnéséig. Az Alfában megjelent epizódok magyarítása Timár György költő érdeme.
A rendszerváltás után az Egmont kiadó is belevágott az Asterix képregények kiadásába, de félbehagyta a sorozatot, akárcsak a Forum, illetve az Alfa. A köteteken több fordító is közreműködött: Bíró János, Gellért Péter és Timár György. Érdekesség, hogy sem az újvidéki, sem az Alfában megjelent, sem az Egmont által először kiadott történetek sorrendje nem követte az eredeti francia kiadásokét. 
2010-ben az Egmont újra megvásárolta a sorozat kiadási jogait, és újrakezdte a kötetek kiadását. Ebben a sorozatban sorban jelennek meg az epizódok, fordítójuk Bayer Antal. 2014-ben az Egmont kiadó felhagyott a sorozattal (kivonult a magyar piacról), és a jogok átkerültek a Móra Kiadóhoz, ahol a már elkezdett sorozatot folytatták és átvették a már megjelenteket. 2021-ig 36 album jelent meg.

## Feldolgozások

### Rajzfilmek
- Asterix, a gall (1967)
- Asterix és Kleopátra (1968)
- Asterix tizenkét próbája (1976)
- Asterix és Cézár ajándéka (1985)
- Asterix Britanniában (1986)
- Asterix és a nagy ütközet (1989)
- Asterix Amerikában (1994)
- Asterix és a vikingek (2D) (2006)
- Asterix – Az istenek otthona (3D) (2014)
- Asterix: a varázsital titka (3D) (2018) [3]
- Ideafix és a rebellisek (2021) – sorozat
- Asterix és Obelix: A főnökviadal (2025) – sorozat

### Vígjátékok
- Deux Romains en Gaule (1967)
- Asterix és Obelix (1999)
- Asterix és Obelix: A Kleopátra-küldetés (2002)
- Asterix az olimpián (2008)
- Asterix és Obelix: Isten óvja Britanniát (2012)
- Asterix és Obelix: A középső birodalom (2023)

## Fordítás
Ez a szócikk részben vagy egészben  az   Asterix című angol Wikipédia-szócikk fordításán alapul.  Az eredeti cikk szerkesztőit annak laptörténete sorolja fel. Ez a jelzés csupán a megfogalmazás eredetét és a szerzői jogokat jelzi, nem szolgál a cikkben szereplő információk forrásmegjelöléseként.